# ريتشارد جيلمان
ريتشارد جيلمان (بالإنجليزية: Richard Gilman)‏ هو صحفي أمريكي، ولد في 30 أبريل 1923 في بروكلين في الولايات المتحدة، وتوفي في 28 أكتوبر 2006 في كوساتسو في اليابان بسبب سرطان الرئة.